# Chaunoproctus ferreorostris
Chaunoproctus ferreorostris là một loài chim trong họ Fringillidae.

## Hình ảnh

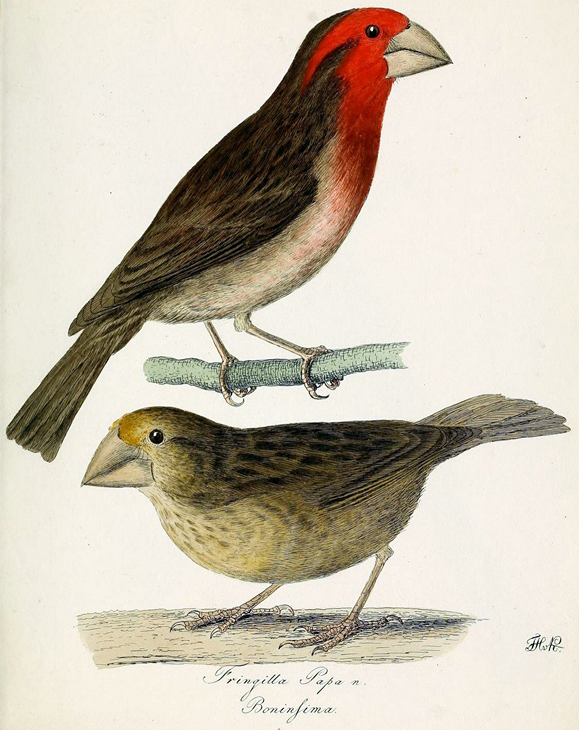
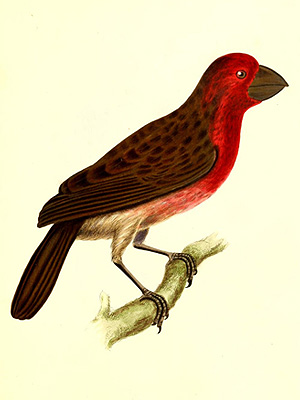